# Stazione di Winterthur
La stazione di Winterthur è la principale stazione ferroviaria a servizio dell'omonima città svizzera. È gestita dalle Ferrovie Federali Svizzere.